# ابراهیم مازا
ابراهیم مازا (انگلیسی: Ibrahim Maza؛ زادهٔ ۲۴ نوامبر ۲۰۰۵) بازیکن فوتبال اهل آلمان است.
وی همچنین در تیم ملی فوتبال جوانان آلمان بازی کرده‌است.

## یادکرد ویکی‌پدیا
- مشارکت‌کنندگان ویکی‌پدیا. «Ibrahim Maza». در دانشنامهٔ ویکی‌پدیای انگلیسی، بازبینی‌شده در ۸ اوت ۲۰۲۳.